# Монтефлавио
Монтефлавио (итал. Monteflavio) — коммуна в Италии, располагается в регионе Лацио, в провинции Рим.
Население составляет 1408 человек (2008 г.), плотность населения составляет 82 чел./км². Занимает площадь 17 км². Почтовый индекс — 10. Телефонный код — 0774.
В коммуне 16 августа особо празднуется Успение Пресвятой Богородицы.

## Демография
Динамика населения:

## Администрация коммуны
- Официальный сайт: https://web.archive.org/web/20070927105934/http://www.comunemonteflavio.it/home.html